# Buslijn 28 (Haaglanden)
Buslijn 28 van HTM is een buslijn in de regio Haaglanden, in de Nederlandse provincie Zuid-Holland.

## Route en dienstregeling
De lijn verbindt Voorburg Station via de Binckhorst, langs het Centraal Station, door het Centrum van Den Haag, de Javastraat, langs het Vredespaleis en World Forum, door het Statenkwartier met het Zuiderstrand/Norfolk.
Buslijn 28 rijdt op werkdagen overdag iedere 15 minuten, tijdens het weekend overdag iedere 20 minuten en 's avonds na 20.00 uur en in de vroege zaterdag-/zondagochtend iedere 30 minuten.

## Geschiedenis

### 1958-1965
- 15 september 1958: De eerste instelling van lijn 28 vond plaats op het traject Burgemeester De Monchyplein - Melis Stokelaan/Vrederustlaan.
- 1 april 1960: Het eindpunt Melis Stokelaan/Vrederustlaan werd verlegd naar Melis Stokelaan/Lozerlaan
- 31 oktober 1965: Lijn 28 werd opgeheven in het kader van de invoering van de eerste fase van het Plan-Lehner. De route werd overgenomen door buslijn 5 die op dezelfde dag werd ingesteld.

### 1967-1975
- juni 1967: De tweede instelling van lijn 28, als zomerlijn, vond plaats op het traject Hollands Spoor - Scheveningen. Deze toeristische ringlijn reed heen via Lekstraat, Staatsspoor, Raamweg, Madurodam, Haringkade, Nieuwe Duinweg, Badhuisweg, Zwarte pad, Strandweg, door de Scheveningse haven, en daarna terug via Scheveningse weg, Plein 1813, Buitenhof, Spui, Fluwelen Burgwal, Staatsspoor (later Centraal Station), en Lekstraat.[1]

Voor deze lijn was een speciaal bord gemaakt waar de route in het kort op stond. Dit zat voorop de bus. De normale rolfilm werd dan dus niet gebruikt, want daar zat dat bord dan voor.  Het Haags Bus Museum heeft één zo'n bord. 
Deze lijn 28 was een samenvoeging van de voormalige soortgelijke buslijnen 33 & 34, die reden in 1965/1966. Ook lijn 34 reed met zo'n groot kopbord boven de voor ramen. 
Lijn 28 reed in 1967 van eind juni tot half augustus een kwartierdienst tussen 09:00 en 16:45.
- 30 mei 1975: Lijn 28 werd opgeheven.

### 1983-1997

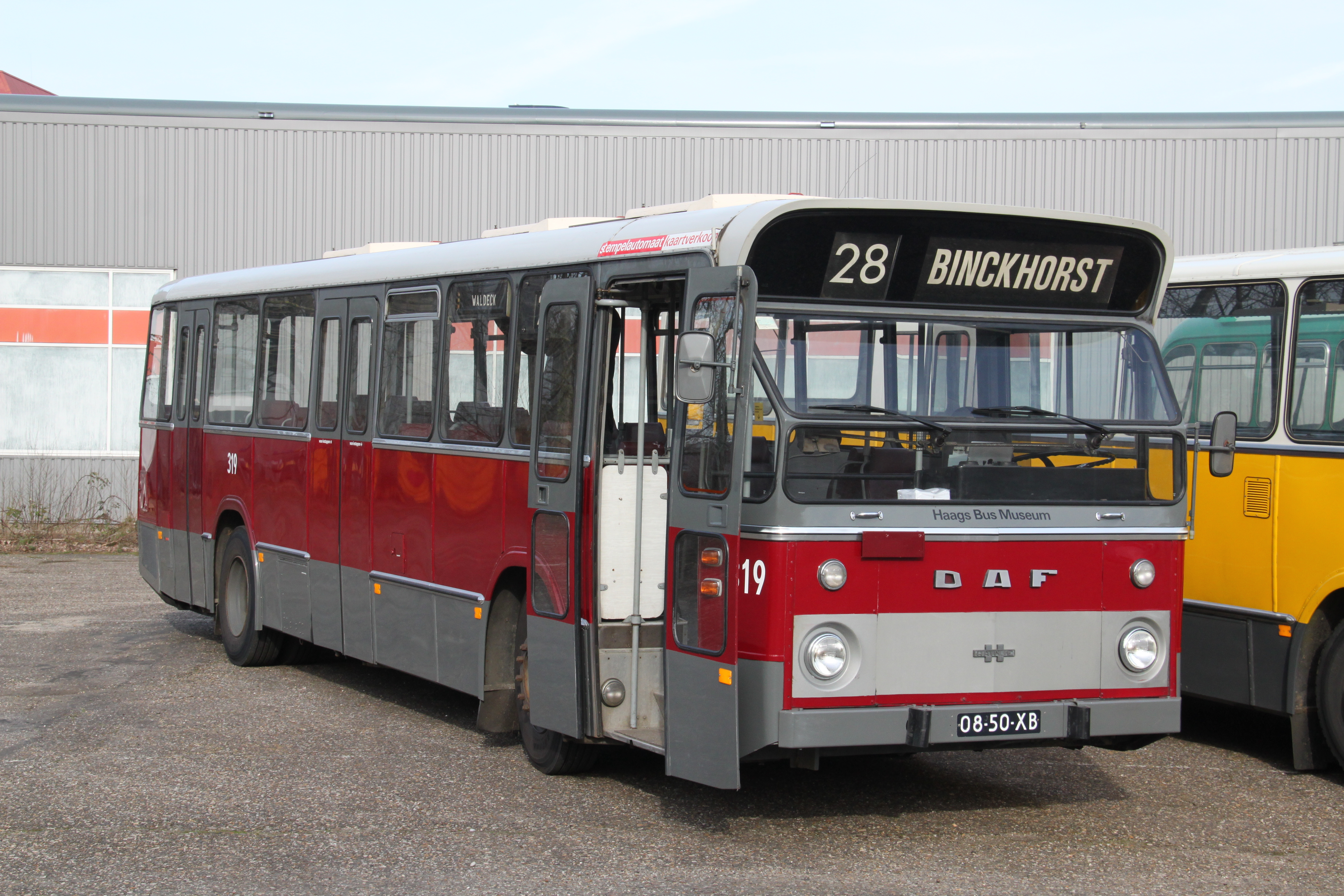
Museumbus 319 ingefilmd als lijn 28

- 30 mei 1983: De derde instelling van lijn 28, als spitslijn, vond plaats op het traject Centraal Station - Binckhorst.
- juni 1997: Lijn 28 werd opgeheven.

### 1997-heden
- 6 oktober 1997: De vierde instelling van lijn 28, als spitslijn, vond plaats op het traject Hollands Spoor - Oude Waalsdorperweg.
- 10 januari 2000: Het eindpunt Hollands Spoor werd verlegd naar Berestein. Het trajectdeel Berestein/Meppelweg - Hollands Spoor werd overgenomen van buslijn 32 die op dezelfde dag was opgeheven.
- 15 december 2002: Het eindpunt Berestein/Meppelweg werd teruggebracht naar Hollands Spoor.
- 12 december 2010: Het eindpunt Hollands Spoor werd verlegd naar Station Voorburg. Het eindpunt Oude Waalsdorperweg werd verlegd naar Laan van Clingendael.
- 10 december 2012: Lijn 28 werd ingekort tot Centraal Station. Het traject tussen Centraal Station en Clingendael werd weer overgenomen door lijn 18. Verder reed lijn 28 met een nieuwe frequentie en werd een spitslijn. Tevens werd het concessiebedrijf van HTM overgegaan naar HTMbuzz.
- 11 april 2016: De route van lijn 28 werd verlegd in de Binckhorst. Lijn 28 reed in beide richtingen via de nieuwe verlengde Melkwegstraat en de Maanweg in plaats van Saturnusstraat en Regulusweg. De halten Saturnusstraat en Regulusweg werden opgeheven en daarvoor kwamen de nieuwe halten Saturnusstraat en Maanweg in de plaats.
- 30 januari 2017: Lijn 28 werd een ringlijn en rijdt in de ochtendspits een gewijzigde route in de richting van Centraal Station. Na Voorburg Station reed lijn 28 verder via Mgr. van Steelaan, Station Laan van NOI en Prinses Beatrixlaan naar Centraal Station. In de avondspits reed lijn 28 in de tegengestelde richting.

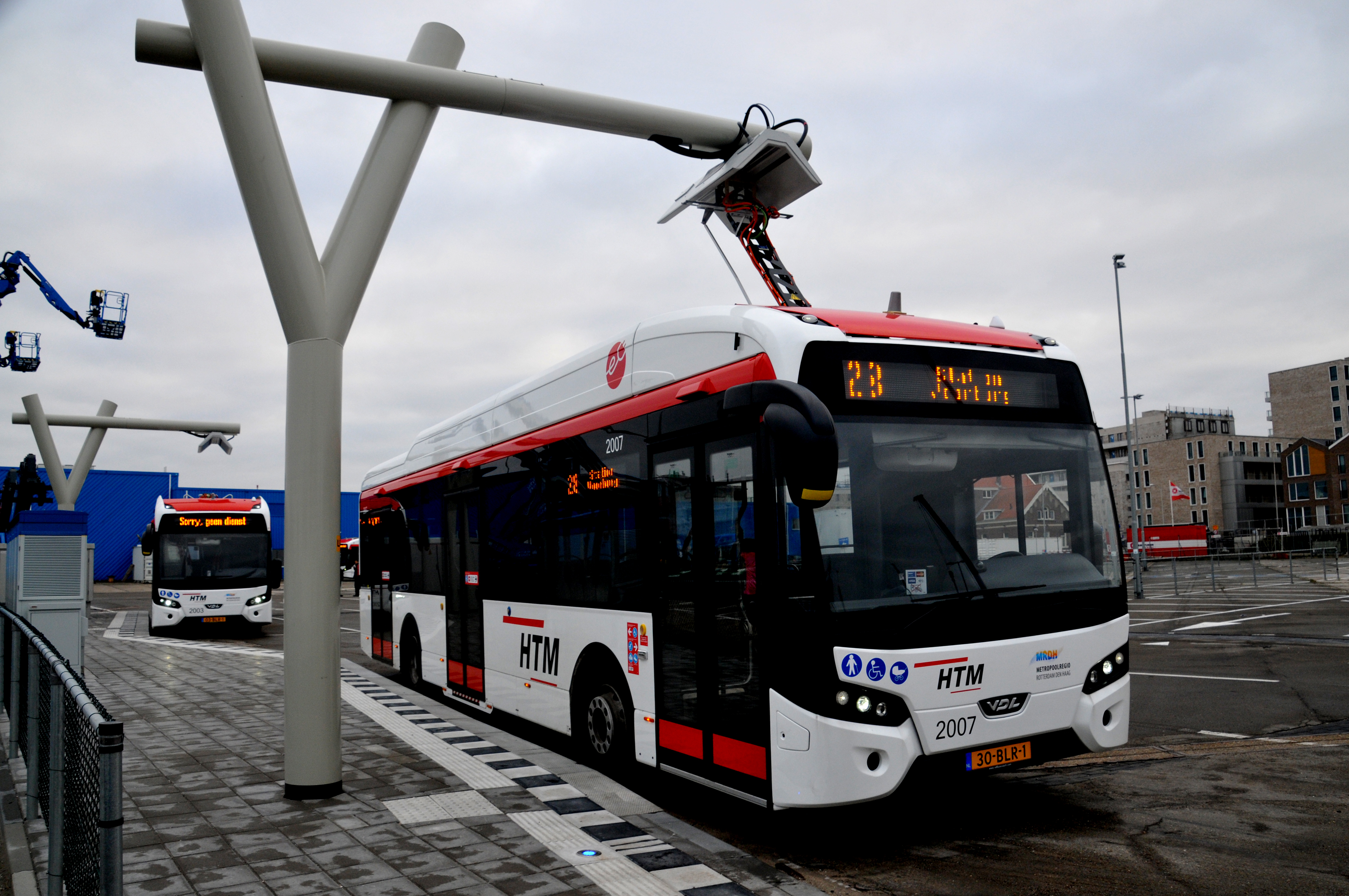
Elektrische VDL 2007 op lijn 28 in 2018

- 9 december 2018: Lijn 28 wordt vanaf het Centraal Station verlengd naar de nieuwbouwwijk bij het oude Norfolk terrein te Scheveningen. Buiten de spits reed deze lijn tussen Norfolk en Centraal Station. Alleen tijdens de spits reed lijn 28 ook tussen Centraal Station en Station Voorburg. De lijn ging met elektrische bussen rijden. Het traject via Station Laan van NOI kwam te vervallen. Reizigers kunnen daar gebruik maken van lijn 23.
- 9 december 2018: De halten Frederik Hendriklaan en Statenlaan (richting Zuiderstrand) waren tijdelijk verplaatst, waardoor lijn 28 elders dan normaal stopte. Lijn 28 stopt ook bij de halte Vredespaleis voor in de richting Centrum. Naast deze halten zijn de halten Dr. Lelykade en Norfolk gebouwd als tijdelijke halten. Op een later moment werden alle genoemde halten definitief gebouwd op de gewezen plekken en voorzien van haltemeubilair, zodat lijn 28 daar beter kan halteren.
- 25 augustus 2019: Lijn 28 rijdt voortaan de gehele dag ook tussen Centraal Station en station Voorburg. Dit geldt ook in het weekend. Dit vanwege een routewijziging van streekvervoerlijn 46.
- 15 december 2019: De nieuwe busconcessie "Haaglanden Stad" ging vanaf dat moment in voor de periode 2019 - 2034. Daarnaast werd het vervoersbedrijf HTMbuzz na zeven jaar weer veranderd naar HTM.
- 20 maart 2023: Vanwege verkeersdrukte in de Binckhorst rijdt buslijn 28 richting Voorburg op werkdagen van 16.15 tot 19.00 uur vanaf Centraal Station direct door naar Voorburg Station. Tijdens de zomervakantie geldt deze maatregel niet.